# Klaus Weiher
Klaus Weiher (Mikołaj Weiher lub Weyher, ur. przed 1485, zm. ok. 1539/45) herbu Skarzyna - syn Hansa Weihera i Cathariny von Stojentin, uważany za założyciela polskiej linii Weiherów.  

## Życiorys
Około połowy XVI wieku był starostą książęcym w Słupsku. Ożeniony z Ramlówną (Rahmel), miał trzech synów: Marcina i Ernesta i Franciszka. W 1506 roku Klaus objął po ojcu Gniewino (wówczas Gnewin). Był w tym czasie sędzią i zarządcą dóbr koronnych w Słupsku, a także właścicielem Nowęcina (wówczas Neuhof), nowej siedziby rodu, wybudowanej w roku 1497 po powodzi, która uszkodziła dwór Weiherów w starej Łebie. Nowęcin jest niewielkim zamkiem obronnym nad brzegiem jeziora Sarbsko. 
Syn Klausa, Marcin był biskupem, zmarł bezpotomnie.
Syn Klausa, Franciszek, późniejszy dziedzica Gniewina (zm. 1575) był protoplastą rodu mającego prawo do tytułu barona, ale wymarłego w 1658 roku. Jedyna córka ostatniego przedstawiciela tej linii Weiherów wniosła Gniewino w posagu rodzinie Natzmerów.
  
Ernest Weiher był więc prawdziwym protoplastą polskiej linii możnego rodu Weiherów. Jego żoną była Anna Ludwika Mortęska, córka Melchiora i Elżbiety Kostczanki, herbu Dąbrowa.